# Geonoma pohliana
Geonoma pohliana är en enhjärtbladig växtart som beskrevs av Carl Friedrich Philipp von Martius. Geonoma pohliana ingår i släktet Geonoma och familjen Arecaceae. Inga underarter finns listade i Catalogue of Life.